# Радовци (област Велико Търново)
 За другото българско село вижте Радовци (Област Габрово).  
Радовци е село в Северна България. То се намира в община Елена, област Велико Търново.

## География
Село Радовци се намира в планински район.